# Marek Staffa
Marek Ludwik Staffa (ur. 20 lipca 1942 w Borysławiu) – polski architekt, autor publikacji krajoznawczych poświęconych Sudetom.
Jest wykładowcą Uniwersytetu Przyrodniczego we Wrocławiu. Ma stopień naukowy doktora. Działa w Polskim Towarzystwie Turystyczno-Krajoznawczym (PTTK).

## Publikacje
- Wędrówka przez Sudety Środkowe: Góry Wałbrzyskie, Góry Suche, Góry Sowie, Góry Bardzkie. Warszawa, Kraków: Wydawnictwo PTTK, 1982. ISBN 83-00-00476-9. Brak numerów stron w książce
- Karkonosze. Wyd. 2. Wrocław: 2006, seria: A to Polska właśnie. ISBN 978-83-7384-498-8. Brak numerów stron w książce
- Słownik geografii turystycznej Sudetów, t. 1-21, Wrocław 1989-2008 (redaktor i współautor).